# Küçükkabaktepe, Sarız
Küçükkabaktepe là một xã thuộc huyện Sarız, tỉnh Kayseri, Thổ Nhĩ Kỳ. Dân số thời điểm năm 2008 là 37 người.